# Buntharik (huyện)
Buntharik (tiếng Thái: บุณฑริก) là một huyện (amphoe) ở phía đông nam của tỉnh Ubon Ratchathani, đông bắc Thái Lan.

## Lịch sử
King Nak của Champasak đã đề nghị vua Mongkut (Rama IV) lập Mueang Bua, nay thuộc khu vực Ban Kong Krachu, tambon Phon Sawan, Na Chaluai. Sau này Phra Aphai (พระอภัย), tỉnh trưởng đã dời trung tâm thị xã đến Ban Huai Po. Năm 1859, vị tỉnh trưởng kế nhiệm Luang Buntharik Khettanurak (Sai) đã dời trung tâm thị xã đến Ban Non Sung nhưng giữ tên gọi Mueang Bua. Chính phủ đã lập Buntharik làm một tiểu huyện (king amphoe) năm 1923, và dời trung tâm thị xã đến Ban Phon Ngam, bờ đông sông Dom Noi. Sau đó huyện được đổi tên thành Phon Ngam. Năm 1939, tên gọi đã được đổi tên thành Buntharik. Đơn vị này đã được nâng cấp thành huyện vào ngày 22 tháng 7 năm 1958.

## Địa lý
Các huyện giáp ranh (từ phía tây theo chiều kim đồng hồ) là: Na Chaluai, Det Udom, Phibun Mangsahan, Sirindhorn và tỉnh Champasak của Lào.
Nguồn nước quan trọng ở huyện này là sông Dom Noi.

## Hành chính
Huyện này được chia thành 8 phó huyện (tambon), các đơn vị này lại được chia ra thành 108 làng (muban). Bua Ngam là một thị trấn (thesaban tambon) nằm trên một phần của the tambon Bua Ngam. Có 8 Tổ chức hành chính tambon.
| STT. | Tên       | Tên Thái | Số làng | Dân số |  |
| ---- | --------- | -------- | ------- | ------ |  |
| 1.   | Phon Ngam | โพนงาม   | 13      | 11.339 |  |
| 2.   | Huai Kha  | ห้วยข่า    | 20      | 15.468 |  |
| 3.   | Kho Laen  | คอแลน    | 16      | 12.031 |  |
| 4.   | Na Pho    | นาโพธิ์    | 10      | 8.617  |  |
| 5.   | Nong Sano | หนองสะโน | 18      | 16.552 |  |
| 6.   | Non Kho   | โนนค้อ    | 9       | 6.395  |  |
| 7.   | Bua Ngam  | บัวงาม    | 12      | 9.949  |  |
| 8.   | Ban Maet  | บ้านแมด   | 10      | 7.701  |  |